# Snake's Revenge
Snake's Revenge (ook wel Metal Gear II) is een computerspel dat werd ontwikkeld door Konami. Ultra Games bracht het spel in april 1990 uit voor de NES. Konami bracht het spel op 26 maart 1992 uit voor Europa.
Het spel is het onofficiële vervolg van Metal Gear voor dit platform en werd onder het Palcom-label (een dochteronderneming van Konami) uitgebracht. Het spel werd ontwikkeld zonder Hideo Kojima.

## Plot
Het verhaal speelt zich af tussen de eerste twee spellen en gaat over een rijke terrorist genaamd Higharolla Kockamamie die met zijn atoomwapens de hele wereld wil overnemen. Higharolla Kockamamie heeft een Metal Gear, welke Snake moet zien te vernietigen.

## Gameplay
De speler speelt het personage Snake en moet zien te infiltreren in de vijandige basis. Ook moet hij contact met vijanden zien te vermijden. Ten opzichte van de vorige editie speelt het spel zich in een gevarieerdere omgeving af, zoals jungles, warenhuis, trein, gevangenis en vrachtschip. Het spel wordt met bovenaanzicht getoond.

## Personages
- Solid Snake
- John Turner
- Nick Myer
- Jennifer X
- Big Boss

## Ontwikkelteam
- Programmeurs: H. Akamatsu, Kouki Yamashita, Yasuo Okuda, S. Fukuoka
- Graphics: A. Nozaki, Takeshi Fujimoto
- Geluid: Tsutomu Ogura

## Ontvangst
| Beoordeeld door  | Datum           | Score |
| ---------------- | --------------- | ----- |
| Player One       | april 1992      | 83%   |
| Just Games Retro | 18 oktober 2008 | 70%   |
| Video Games      | januari 1992    | 53%   |
| Consoles Plus    | april 1992      | 33%   |

## Trivia
- In de handleiding wordt Big Boss kolonel Vermont CatTaffy genoemd, hetgeen een verwijzing is naar het voormalig Libische staatshoofd kolonel Muammar Gaddafi.